# Yolande Heslop-Harrison
Yolande Heslop-Harrison (* 1919 als Yolande Massey) war eine britische Botanikerin.
Sie studierte während des Zweiten Weltkriegs Botanik an der University of Durham und war dort Kommilitonin ihres späteren Ehemannes Jack Heslop-Harrison (1920–1998). An der Universität waren sie Konkurrenten um die besten Noten in Botanik und erhielten beide den Bachelor-Abschluss 1941 mit Bestnoten. Während Jack Heslop-Harrison für die Promotion nach Belfast ging, promovierte Yolande Heslop-Harrison am King’s College in Durham. Sie heirateten 1950 und arbeiteten wissenschaftlich eng zusammen: Rund die Hälfte seiner zwölf Veröffentlichungen über Experimente waren mit seiner Frau, und sie veröffentlichten zusammen 77 wissenschaftliche Arbeiten. Als Jack Heslop-Harrison Direktor des Botanischen Gartens in Kew wurde, war sie dort Honorary Research Fellow. Beide teilten sich 1982 die Darwin-Medaille für ihre Beiträge zur Pflanzenphysiologie einschließlich insektenfressender Pflanzen. Nach der Pensionierung in Kew forschten sie in einem eigenen Labor in ihrem Haus in Bargates weiter.
Neben dem Ph.D. erhielt sie einen D.Sc.